# 菊池長四郎

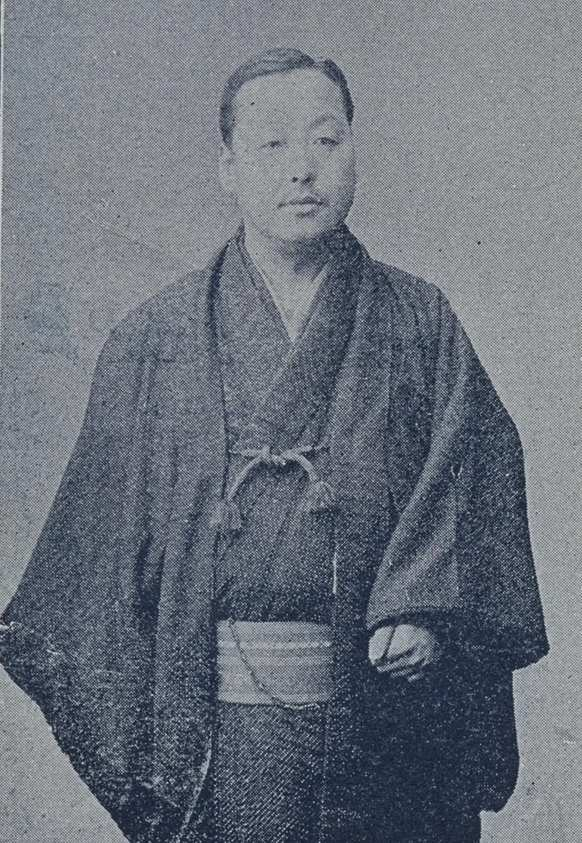
菊池長四郎

菊池 長四郎（きくち ちょうしろう、1853年1月19日（嘉永5年12月10日） - 1920年（大正9年）8月28日）は、明治から大正時代の政治家、銀行家、実業家。貴族院多額納税者議員。

## 経歴
江戸出身。儒者、大橋訥庵の子として生まれ、先代菊池長四郎の養子となる（菊池教中の長男とする説も）。日本橋元浜町で呉服店佐野屋を経営する。1889年（明治22年）東海銀行（第一勧業銀行の前身行のひとつ）を設立し頭取となったほか、八千代生命保険、富士製紙、東洋モスリンなどの取締役を歴任した。ほか、1888年（明治21年）日本橋区会議員、東京府会議員、東京商業会議所議員などを務めた。
1897年（明治30年）東京府多額納税者として貴族院議員に互選され、同年9月29日に就任し、2期目在任中の1907年（明治40年）8月26日に辞任した。

## 家族
- 父・大橋訥庵（1816-1862）[1] ‐ 下記の菊池教中を実父とする説もあり[3]。
- 父・菊池教中（菊池幸（孝）兵衛2代、菊池長四郎2代） ‐ 日本橋「佐野屋」2代目当主。訥庵の妻巻子の実弟[6][7]。
- 妻・みな ‐ 早川佐七の長女。[6]
- 長女・イト ‐ 菊池晋二の妻。[6]
- 娘婿・菊池長四郎4代（晋二、1867-） ‐ イトの入婿となり家督を継ぎ襲名。東京の素封家で訥庵の娘婿である大橋陶庵の長男。元質商。東京府多額納税者であり、東海銀行、凸版印刷、日本共立火災保険などの役員を務めた。[8][9][10]